# 21724 Ratai
21724 Ratai è un asteroide della fascia principale. Scoperto nel 1999, presenta un'orbita caratterizzata da un semiasse maggiore pari a 2,3279053 UA e da un'eccentricità di 0,1257795, inclinata di 5,74214° rispetto all'eclittica.